# Jürgen Schöning
Jürgen Schöning (* 1. März 1944 in Gotenhafen, Westpreußen) ist ein deutscher Politiker (parteilos). Von November 2009 bis Dezember 2010 war er Thüringer Minister für Bundes- und Europaangelegenheiten und Chef der Staatskanzlei.

## Leben
Nach dem Besuch des Freiherr-vom-Stein-Gymnasiums in Oldenburg in Holstein und dem Abitur im Jahre 1964, studierte Schöning von 1965 bis 1969 in Kiel, München und Bochum Rechtswissenschaften. 1973 erfolgte an der Ruhr-Universität Bochum die Promotion zum Dr. jur. (Thema der Dissertation: „Rechtliche Auswirkungen der Technisierung der Verwaltung auf das System der öffentlichrechtlichen Ersatzleistungen.“)
Es folgte von 1973 bis 1974 der Juristische Vorbereitungsdienst im OLG-Bezirk Schleswig und die 2. Juristische Staatsprüfung.
Ab 1974 war Schöning dann in verschiedenen Positionen in der Verwaltung Schleswig-Holsteins tätig, 1983 erfolgte der Einstieg in die Landtagsverwaltung. Von 1988 bis zu seiner Pensionierung im Februar 2009 war Jürgen Schöning Direktor des schleswig-holsteinischen Landtages und damit Vertreter des Landtagspräsidenten in der Verwaltung.

## Politik
Von der CDU nominiert, war Schöning von November 2009 bis Dezember 2010 Thüringer Minister für Bundes- und Europaangelegenheiten und Chef der Staatskanzlei im Kabinett Lieberknecht. Er löste Klaus Zeh ab, der als Vertrauter des vorherigen Ministerpräsidenten Dieter Althaus galt und bei der Bildung der neuen Landesregierung nicht berücksichtigt wurde. Bei einer Kabinettsumbildung im Dezember 2010 bat er um seine Entlassung und wurde von Marion Walsmann abgelöst.